# Йоруба (язык)
Йо́руба — язык народа йоруба, распространённый главным образом на юго-западе Нигерии, а также в прилегающих районах Бенина и Того. Является одним из трёх (наряду с хауса и игбо) основных языков Нигерии.
Представляет собой диалектный континуум, в который также иногда включаются другие идиомы йорубоидного кластера. Йоруба входит в бенуэ-конголезскую семью. Типологически йоруба может быть охарактеризован как изолирующий тоновый язык с порядком слов SVO (подлежащее—сказуемое—дополнение).
Прародиной носителей йоруба считается территория к юго-западу от места слияния Нигера и Бенуэ.

## Классификация
Йоруба входит в йорубоидную группу бенуэ-конголезской ветви нигер-конголезской языковой семьи.

## Лингвогеография

### Ареал и численность

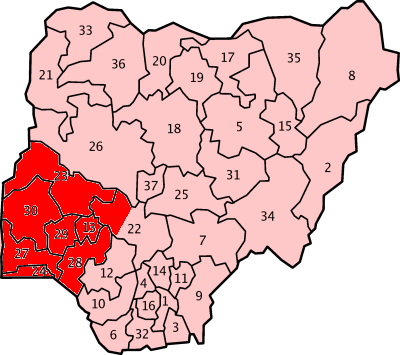
Область распространения языка йоруба в Нигерии

Бо́льшая часть представителей народа йоруба (около 20 миллионов) проживает в Нигерии — в штатах Лагос, Ойо, Огун, Ондо, Экити, Осун, Коги и Квара. Кроме того, йоруба живут в юго-восточной части Бенина, а также центральном и северном Того.
Йоруба сохраняется как язык культа в среде нагос — потомков рабов-йоруба в Бразилии. Кроме того, в какой-то мере он бытует в среде потомков рабов на Кубе и Сьерра-Леоне.

### Социолингвистические сведения
Йоруба составляли большой процент среди вывозимых в Новый свет рабов. В связи с этим многие из освобождённых рабов, поселившихся в начале XIX века во Фритауне, были йоруба. В 1831 году йоруба был выбран одним из двух африканских языков преподавания в женской школе в Сьерра-Леоне.
В 1920-е годы среди носителей йоруба начала распространяться грамотность, что привело к появлению оригинальных прозы и поэзии на йоруба.
Йоруба преподаётся как предмет в нигерийских школах; кроме того, он изучается в как минимум восьми университетах Нигерии, а также в Бенине. Наряду с английским, хауса и игбо йоруба используется в Национальной ассамблее Нигерии, а также в Национальной ассамблее Бенина.
В настоящее время на йоруба выходят газеты, книги и радиопередачи, снимаются фильмы. Йоруба широко используется в общественной жизни, в том числе в просвещении и политических кампаниях.

### Диалекты

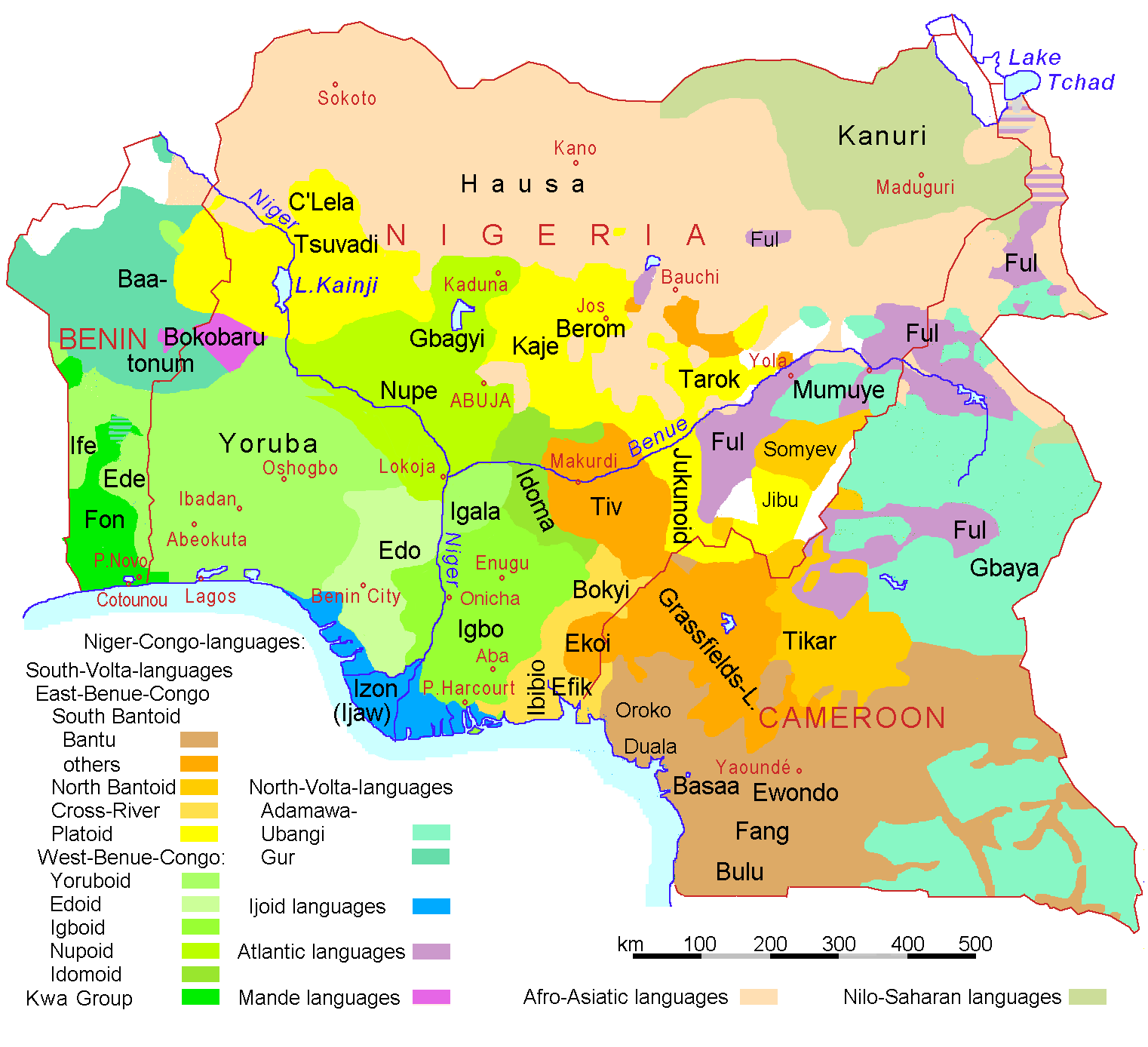
Йоруба на фоне других языков Нигерии, Бенина и Камеруна

Йоруба делится на порядка 20 диалектов: ойо, экити, эгба, иджебу, иджеша, ифе, игбомина, онда, ово, ягба и другие.

## Письменность
Для записи йоруба используется латинский алфавит, дополненный буквами ẹ (ɛ), ọ (ɔ) и ṣ (ʃ). Буква p обозначает двухфокусный звук /k͡p/.
Носовые гласные на письме передаются сочетанием гласной и n: fún [fṹ] «давать», pọn [k͡pɔ̃] «наливать».
| A | B | D | E | Ẹ | F | G | Gb | H | I | J | K | L | M | N | O | Ọ | P | R | S | Ṣ | T | U | W | Y |
| a | b | d | e | ẹ | f | g | gb | h | i | j | k | l | m | n | o | ọ | p | r | s | ṣ | t | u | w | y |

| A | B | D | E | Ɛ | F | G | Gb | H | I | J | K | Kp | L | M | N | O | Ɔ | P | R | S | Sh | T | U | W | Y |
| a | b | d | e | ɛ | f | g | gb | h | i | j | k | kp | l | m | n | o | ɔ | p | r | s | sh | t | u | w | y |

## Лингвистическая характеристика

### Фонетика и фонология

#### Гласные

Гласные йоруба. Чистые гласные отмечены точками. Цветные зоны указывают возможные области артикуляции носовых гласных

В литературном йоруба семь чистых и пять носовых гласных:
| Передний ряд          | Задний ряд |       |
| --------------------- | ---------- | ----- |
| Верхний подъём        | i ĩ        | u ũ   |
| Верхне-средний подъём | e          | o     |
| Нижне-средний подъём  | ɛ ɛ̃        | ɔ ɔ̃   |
| Нижний подъём         | a (ã)      | a (ã) |

- Гласные ɔ̃ и ã являются аллофонами одной фонемы[9].
- Имеются долгие гласные: aago «колокольчик» — ago «чашка»[14].

#### Согласные
Согласные йоруба:
|               | Губные | Альвеолярные | Палатальные | Велярные   | Велярные | Глоттальные |
| Обычные       | Губные | Альвеолярные | Палатальные | Огубленные |          | Глоттальные |
| ------------- | ------ | ------------ | ----------- | ---------- | -------- | ----------- |
| Носовые       |        |              |             | ŋ          |          |             |
| Взрывные      | b      | t d          | ɟ           | k ɡ        | k͡p ɡ͡b    |             |
| Фрикативные   | f      | s            | ʃ           |            |          | h           |
| Аппроксиманты |        | l            | j           |            | w        |             |
| Одноударные   |        | ɾ            |             |            |          |             |

Реализация единственной носовой согласной фонемы йоруба зависит от фонетического окружения. Перед гласным она произносится как велярный носовой: n ò lọ [ŋ̍ o lɔ] «я не пошёл». В остальных случаях носовой уподобляется по месту образования последующему согласному: ḿbọ̀ [ṃbɔ] «приходит»; ńfọ̀ [ɱ̩fɔ] «моет»; ńsùn [n̩sũ] «спит»; ńjó [ɲ̩ɟo] «танцует»; ńkà [ŋ̍ka] «читает».

#### Просодия
В йоруба различается три тона — высокий, низкий и средний. На письме высокий обозначается акутом (á), низкий — грависом (à), а средний обычно не маркируется (тогда, когда это необходимо сделать — например, на слоговом носовом — это делается с помощью макрона (ā)). Тоны являются смыслоразличительными: igbá «тыква-горлянка», igba «двести», ìgbá «баклажан», ìgbà «время», igbà «альпинистская верёвка».
Благодаря наличию тонов возможно существование свистящего йоруба и языка барабанов. В свистящем йоруба все согласные заменяются на h, а гласные на u. Например, рабочее приветствие ẹ kú iṣẹ́ o превращается в u hú uhú u. Язык барабанов также основывается на передаче тонов гласных. При этом один и тот же отрывок иногда может быть понят по-разному. Например, музыкальная заставка Radio Nigeria Ibadan (высокий — высокий — низкий — низкий — высокий — высокий — средний — высокий — высокий — средний — низкий), то есть, rédíó nàìjíríá la tí ń fọhùn «мы вещаем на Радио Нигерия», может быть в шутку истолковано как nínú kòkò dúdú la ti ń sebẹ̀ «мы готовим суп в чёрном горшке».
При повседневном и учебном обсуждении тонов языка йоруба, используются названия музыкальных нот: низкий тон называется «до», средний — «ре», высокий — «ми».

### Морфология
Йоруба является изолирующим языком, и в нём полностью отсутствует словоизменение. Для выражения синтаксических отношений используются порядок слов и служебные слова.

#### Имя существительное
Существительные в йоруба, как правило, двух- или трёхсложные. Реже встречаются четырёх-, пяти- и шестисложные. Почти отсутствуют односложные. При этом существительные почти никогда не начинаются на гласный. Исключения составляют заимствования и существительные, образованные при помощи редупликации.

#### Глагол
В противоположность существительным, глаголы в йоруба обычно односложные. Часто встречается структура CV (где C — любой согласный, а V — любой гласный): lọ «идти», wá «приходить», fò «прыгать». Заимствования из английского тоже усекаются до CV: pass > pá, fail > fé, pump > pọ́.

### Лексика
Лексика йоруба делится на исконную и заимствованную. Среди заимствований больше всего англицизмов, вошедших в йоруба как в колониальный период, так и после обретения независимости: kọ́bù «чашка» < англ. cup, fidí «поле» < англ. field, sáàsí «ножницы» < англ. scissors, hámà «молоток» < англ. hammer, tábìlì «стол» < англ. table, táwẹ́lì «полотенце» < англ. towel, búlúù «голубой» < англ. blue, fíríì «свободный» < англ. free, dọ̀tí «грязный» < англ. dirty, gómínọ̀n «губернатор» < англ. governor, kóòtù «суд» < англ. court, dókítà «врач» < англ. doctor, lọ́yà «адвокат» < англ. lawyer, tíșà «учитель» < англ. teacher, bíríkì «кирпич» < англ. brick.
Более старыми являются заимствования из хауса и арабского, причём многие арабизмы попали в йоруба посредством хауса: ràkunmí «верблюд» < хауса rakuba, fìtílà «лампа» < хауса fìtilà.

### Синтаксис
Обычный порядок слов в предложении йоруба — SVO (подлежащее — сказуемое — дополнение).

## История изучения

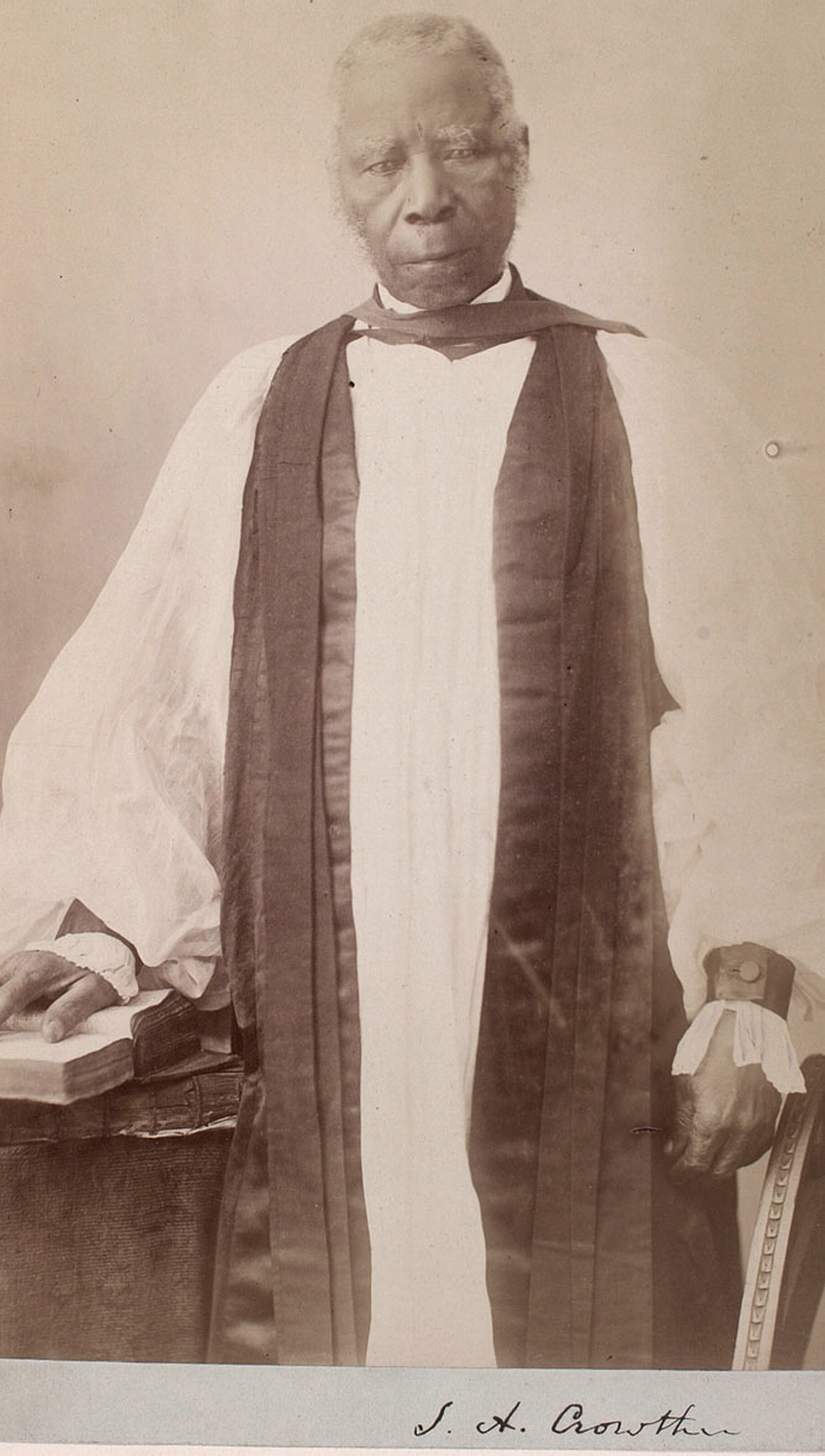
Сэмюэл Кроутер

Первые слова на йоруба были записаны в 1819 году английским путешественником Т. Боудичем.
Начало изучения йоруба связано с человеком по имени Сэмюэл Кроутер — освобождённым рабом, который поселился и получил образование во Фритауне. В 1841 году он сопровождал британскую экспедицию в Йорубаленд. После возвращения из экспедиции Кроутер стал священником и занялся написанием грамматики и словаря йоруба (1843—1849), а также переводом на йоруба Библии (полный текст завершён и опубликован после его смерти в 1900 году).
Первое периодическое издание на йоруба, газета Ìwé Ìròhìn, выходила в Абеокуте с 1859 по 1867 год.

## Википедия на языке йоруба
Существует раздел Википедии на языке йоруба («Википедия на языке йоруба»), первая правка в нём была сделана в 2002 году. По состоянию на 10:28 (UTC) 16 июля 2025 года раздел содержит 35 462 статьи (общее число страниц — 60 006); в нём зарегистрировано 31 435 участников, 4 из них имеют статус администратора; 80 участников совершили какие-либо действия за последние 30 дней; общее число правок за время существования раздела составляет 597 908.